# 수완고등학교
수완고등학교(水莞高等學校)는 대한민국 광주광역시 광산구 수완동에 있는 공립 고등학교이다.

## 학교 연혁
- 2008년 12월 31일 : 수완고등학교 교명 확정
- 2009년 3월 1일 : 제1대 최장호 교장 취임
- 2009년 3월 2일 : 개교, 신입생 입학 (8학급 325명)
- 2012년 2월 9일 : 제1회 졸업식(316명)
- 2023년 9월 1일 : 제6대 정종재 교장 취임
- 2024년 2월 29일 : 교육부 자율형 공립고 2.0 지정
- 2024년 4월 17일 : 학점제형 공간 재구조화 사업 완공식(연진‧패기‧웅비 마루, 다목적실 등)
- 2024년 9월 25일 : 365스터디룸 ‘청아재(菁莪齋)’ 개소식(음악식 현대화 사업, 지능형 생물실 완공)
- 2025년 1월 24일 : 제14회 졸업식 329명(11학급) (총 4,845명 졸업)
- 2025년 3월 4일 : 제17회 입학식 303명(11학급)

## 참고 자료
- 수완고등학교 - 한국교육학술정보원 학교알리미